# Acalypha trachyloba
Acalypha trachyloba är en törelväxtart som beskrevs av Johannes Müller Argoviensis. Acalypha trachyloba ingår i släktet akalyfor, och familjen törelväxter. Inga underarter finns listade i Catalogue of Life.